# ایمی‌پنم
ایمی‌پنم (به انگلیسی: Imipenem) (با نام تجاری Primaxin و دیگر نام‌ها) یک آنتی‌بیوتیک بتا-لاکتامی وریدی است که توسط دانشمندان شرکت مرک Burton Christensen ,William Leanza و Kenneth Wildonger در اواسط دهه ۱۹۷۰ میلادی کشف شد. کارباپنم‌ها در برابر آنزیم‌های بتالاکتاماز تولید شده توسط باکتری‌های گرم منفی مقاوم به دارو، بسیار مقاوم هستند، بنابراین در درمان عفونت‌هایی که به راحتی با سایر آنتی‌بیوتیک‌ها درمان نمی‌شوند، مؤثر هستند.
ایمی پنم در سال ۱۹۷۵ ثبت اختراع شد و در سال ۱۹۸۵ برای مصارف پزشکی تایید شد. این دارو از طریق یک تحقیق و آزمون و خطا طولانی مدت برای دستیابی به نسخه پایدارتری از محصول طبیعی تینامیسین، کشف شد. تینامیسین فعالیت ضد باکتریایی دارد، اما در محلول آبی ناپایدار است، بنابراین تجویز آن برای بیماران غیر ممکن است. ایمی‌پنم دارای طیف گسترده‌ای از فعالیت علیه باکتری‌های هوازی و بی‌هوازی، گرم مثبت و گرم منفی می‌باشد. این آنتی بیوتیک به‌طور ویژه در برابر سودوموناس آئروژینوزا و گونه‌های انتروکوک فعالیت خوبی دارد. با این حال علیه استافیلوکوک اورئوس مقاوم به متی‌سیلین فعال نیست.

## عوارض جانبی
واکنش دارویی نامطلوب شایع این دارو، حالت تهوع و استفراغ است. افرادی که به پنی‌سیلین و سایر آنتی بیوتیک‌های بتا- لاکتام حساسیت دارند، در صورت مصرف ایمی پنم باید احتیاط کنند، زیرا میزان واکنش متقاطع زیاد است. در دوزهای زیاد، ایمی‌پنم تشنج‌زا است.

## موارد منع مصرف
ایمی پنم را نباید در صورت وجود سابقه حساسیت های به سایر آنتی‌بیوتیک ها و یا آلرژی های چند گانه تزریق کرد. این دارو در دوران بارداری منع مصرف نسبی دارد و میتواند برای جنین مضراتی داشته باشد. در افرادی با مشکلات شدید کلیوی و کبدی ایمی پنم باید با احتیاط مصرف شود.

## سازوکار اثر دارو
ایمی‌پنم با مهار سنتز دیواره سلولی باکتری‌های مختلف گرم مثبت و گرم منفی به عنوان یک ضدمیکروب عمل می‌کند. این دارو در برابر بتالاکتامازها (هم پنی‌سیلیناز و هم سفالوسپوریناز) تولید شده توسط برخی باکتری‌ها بسیار پایدار است.

## مطالعه بیشتر
- Clissold SP, Todd PA, Campoli-Richards DM (March 1987). "Imipenem/cilastatin. A review of its antibacterial activity, pharmacokinetic properties and therapeutic efficacy". Drugs. 33 (3): 183–241. doi:10.2165/00003495-198733030-00001. PMID 3552595. Archived from the original on 2011-09-17. Retrieved 2011-03-21.
- Buckley MM, Brogden RN, Barradell LB, Goa KL (September 1992). "Imipenem/cilastatin. A reappraisal of its antibacterial activity, pharmacokinetic properties and therapeutic efficacy". Drugs. 44 (3): 408–44. doi:10.2165/00003495-199244030-00008. PMID 1382937. Archived from the original on 2012-04-06. Retrieved 2011-03-21.